# Tour de Francia 1937
El trigésimo primer Tour de Francia se disputó entre el 30 de junio y el 25 de julio de 1937, con un recorrido de 4.415 km, dividido en 20 etapas, de las que la undécima, la duodécima, la decimotercera, la decimoctava y la decimonovena estuvieron divididas en dos sectores mientras que la quinta, la decimocuarta y la decimoséptima lo fueron en tres.
Participaron 98 ciclistas, de los que sólo 46 ciclistas llegaron a París, sin que ningún equipo lograra finalizar la prueba con todos sus integrantes.
El vencedor cubrió la prueba a una velocidad media de 31,768 km/h.

## Equipos participantes
| Dorsales | Cod.    | Equipo              |
| -------- | ------- | ------------------- |
| 1-10     | BEL     | Bélgica             |
| 11-20    | ITA     | Italia              |
| 21-30    | DEU     | Alemania            |
| 31-40    | FRA     | Francia             |
| 41-46    | ESP     | España              |
| 47-52    | NLD     | Países Bajos        |
| 53-58    | LUX     | Luxemburgo          |
| 59-64    | CHE     | Suiza               |
| 65-67    | GBR/CAN | Reino Unido/ Canadá |
| 101-134  | IND     | Independientes      |

## Etapas
| Etapa    | Fecha     | Recorrido                        | Distancia (km) | Ganador                          | Líder         |
| -------- | --------- | -------------------------------- | -------------- | -------------------------------- | ------------- |
| 1.ª      | 30 de jun | París-Lille                      | 263            | Jean Majerus                     | Jean Majerus  |
| 2.ª      | 1 de jul  | Lille-Charleville-Mézières       | 192            | Maurice Archambaud               | Jean Majerus  |
| 3.ª      | 2 de jul  | Charleville-Mézières-Metz        | 161            | Walter Generati                  | Marcel Kint   |
| 4.ª      | 3 de jul  | Metz-Belfort                     | 220            | Erich Bautz                      | Erich Bautz   |
| 5.ª (a)  | 4 de jul  | Belfort-Lons-le-Saunier          | 175            | Henri Puppo                      | Erich Bautz   |
| 5.ª (b)  | 4 de jul  | Lons-le-Saunier-Champagnole      | 34 (CR)        | Sylvère Maes                     | Erich Bautz   |
| 5.ª (c)  | 4 de jul  | Champagnole- Ginebra             | 93             | Léo Amberg                       | Erich Bautz   |
| 6.ª      | 6 de jul  | Ginebra -Aix-les-Bains           | 180            | Gustaaf Deloor                   | Erich Bautz   |
| 7.ª      | 7 de jul  | Aix-les-Bains-Grenoble           | 228            | Gino Bartali                     | Gino Bartali  |
| 8.ª      | 8 de jul  | Grenoble-Briançon                | 194            | Otto Weckerling                  | Gino Bartali  |
| 9.ª      | 9 de jul  | Briançon-Digne-les-Bains         | 220            | Roger Lapébie                    | Sylvère Maes  |
| 10.ª     | 11 de jul | Digne-les-Bains-Niza             | 251            | Félicien Vervaecke               | Sylvère Maes  |
| 11.ª (a) | 13 de jul | Niza-Tolón                       | 169            | Eloi Meulenberg                  | Sylvère Maes  |
| 11.ª (b) | 13 de jul | Tolón-Marsella                   | 65 (CR)        | Gustave Danneels                 | Sylvère Maes  |
| 12.ª (a) | 14 de jul | Marsella-Nimes                   | 112            | Alphonse Antoine                 | Sylvère Maes  |
| 12.ª (b) | 14 de jul | Nimes-Montpellier                | 51             | René Pedroli                     | Sylvère Maes  |
| 13.ª (a) | 15 de jul | Montpellier-Narbona              | 103            | Francesco Camusso                | Sylvère Maes  |
| 13.ª (b) | 15 de jul | Narbona-Perpiñán                 | 63             | Eloi Meulenberg                  | Sylvère Maes  |
| 14.ª (a) | 17 de jul | Perpiñán-la Guingueta d'Ix       | 99             | Eloi Meulenberg                  | Sylvère Maes  |
| 14.ª (b) | 17 de jul | la Guingueta d'Ix-Ax-les-Thermes | 59             | Mariano Cañardo                  | Sylvère Maes  |
| 14.ª (c) | 17 de jul | Ax-les-Thermes-Luchon            | 167            | Eloi Meulenberg                  | Sylvère Maes  |
| 15.ª     | 19 de jul | Luchon-Pau                       | 194            | Julián Berrendero                | Sylvère Maes  |
| 16.ª     | 21 de jul | Pau-Burdeos                      | 235            | Paul Chocque                     | Sylvère Maes  |
| 17.ª (a) | 22 de jul | Burdeos-Royan                    | 123            | Erich Bautz                      | Roger Lapébie |
| 17.ª (b) | 22 de jul | Royan-Saintes                    | 37             | Adolf Braeckeveldt Heinz Wengler | Roger Lapébie |
| 17.ª (c) | 22 de jul | Saintes-La Rochelle              | 67             | Roger Lapébie                    | Roger Lapébie |
| 18.ª (a) | 23 de jul | La Rochelle-La Roche-sur-Yon     | 81             | Roger Lapébie                    | Roger Lapébie |
| 18.ª (b) | 23 de jul | La Roche-sur-Yon-Rennes          | 172            | Paul Chocque                     | Roger Lapébie |
| 19.ª (a) | 24 de jul | Rennes-Vire                      | 114            | Raymond Passat                   | Roger Lapébie |
| 19.ª (b) | 24 de jul | Vire-Caen                        | 59 (CR)        | Léo Amberg                       | Roger Lapébie |
| 20.ª     | 25 de jul | Caen-París                       | 234            | Edward Vissers                   | Roger Lapébie |

CR = Contrarreloj individual

## Clasificaciones

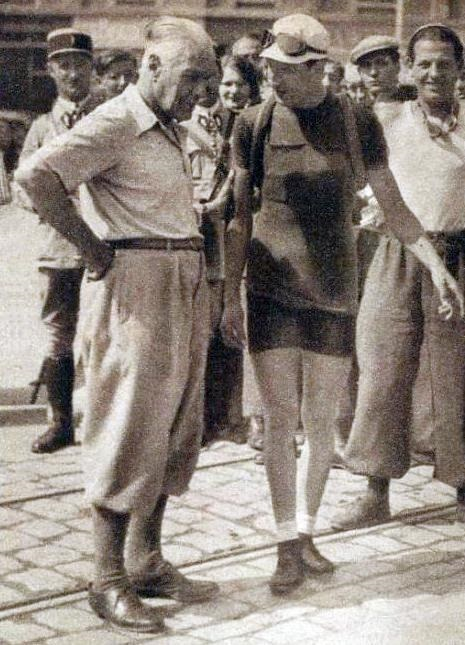
Henri Desgrange y Gino Bartali, hablando en el Tour de Francia 1937.

### Clasificación general
| Clasificación general |                    |                |                   |
| Ciclista              | Ciclista           | Equipo         | Tiempo            |
| --------------------- | ------------------ | -------------- | ----------------- |
| 1.º                   | Roger Lapébie      | Francia        | 138 h 58 min 31 s |
| 2.º                   | Mario Vicini       | Italia         | + 7 min 17 s      |
| 3.º                   | Léo Amberg         | Suiza          | + 26 min 13 s     |
| 4.º                   | Francesco Camusso  | Italia         | + 26 min 53 s     |
| 5.º                   | Sylvain Marcaillou | Francia        | + 35 min 36 s     |
| 6.º                   | Edward Vissers     | Independientes | + 38 min 13 s     |
| 7.º                   | Paul Chocque       | Francia        | + 1 h 05 min 19 s |
| 8.º                   | Pierre Gallien     | Independientes | + 1 h 06 min 33 s |
| 9.º                   | Erich Bautz        | Alemania       | + 1 h 06 min 41 s |
| 10.º                  | Jean Fréchaut      | Independientes | + 1 h 24 min 34 s |

### Clasificación de la montaña
| Clasificación de la montaña |                    |            |        |
| Ciclista                    | Ciclista           | Equipo     | Puntos |
| --------------------------- | ------------------ | ---------- | ------ |
| 1.º                         | Félicien Vervaecke | Bélgica    | 114    |
| 2.º                         | Mario Vicini       | Individual | 96     |
| 3.º                         | Sylvère Maes       | Bélgica    | 90     |

### Clasificación por equipos
| Clasificación por equipos |            |                    |
| Equipo                    | Equipo     | Tiempo             |
| ------------------------- | ---------- | ------------------ |
| 1.º                       | Francia    | 418 h 36 min 28 s  |
| 2.º                       | Italia     | + 2 h 54 min 18 s  |
| 3.º                       | Alemania   | + 3 h 12 min 22 s  |
| 4.º                       | Suiza      | + 3 h 57 min 35 s  |
| 5.º                       | España     | + 10 h 04 min 07 s |
| 6.º                       | Luxemburgo | + 10 h 42 min 01 s |